# آقای ۳۰۵ رکوردز
آقای ۳۰۵ رکودز یک شرکت نشر موسیقی سبک هیپ-هاپ است که توسط رپر کوبایی-آمریکایی پیتبول بنیانگذاری شد. مکان شعبهٔ آن در ایالت فلوریدا و در شهر میامی است و نام شرکت یکی از نام‌های مستعار پیتبول است.

## کارهای انجام شده
شرکت آقای ۳۰۵ تا کنون ۱۲ اثر از خود و ۲۱ هنرمند دارد.

## هنرمندان
- پیتبول
- آستین ماهون
- فت جو
- فیتو بلانکو
- نایر
- مدایی
- آنجل
- سوفیا دل کارمن
- وین
- الکسیس و فیدو
- ال کاتا
- سنساتو
- آنجل و خریز
- جیمی دراستیک
- دیوید راش
- پاپایو
- سینسرو
- چینله
- جاستیز کریو
- ماتیف
- دی جی بادها
- دی جی نادلس

## آلبوم
پیتبول
- ۲۰۰۹:شورش
- ۲۰۱۰:آرماندو
- ۲۰۱۱:سیاره پیت
- ۲۰۱۲:گرمایش جهانی
- ۲۰۱۳:بحران
- ۲۰۱۵:بزن بریم
- 2017: تغییرات آب و هوا

نایر
- تی بی ای

فیتو بلانکو
- تی بی ای (کلاس اول)

سوفیا دل کارمن
- تی بی ای

## میکس تیپ
پیتبول
- ۲۰۰۹:خیابان‌ها حرف می‌زنند
- ۲۰۰۹:تصاحب بین‌المللی. سازمان ملل متحد
- ۲۰۱۰:آقای جهانی

جیمی دراستیک
- ۲۰۱۱:نوشابه‌های گاز دار و کوکائین
- ۲۰۱۲:سپتامبر[۱]